# Campigneulles-les-Grandes
Campigneulles-les-Grandes är en kommun i departementet Pas-de-Calais i regionen Hauts-de-France i norra Frankrike. Kommunen ligger i kantonen Montreuil som tillhör arrondissementet Montreuil. År 2022 hade Campigneulles-les-Grandes 289 invånare.

## Befolkningsutveckling
Antalet invånare i kommunen Campigneulles-les-Grandes
| Referens: INSEE |